# Rose Hip Rose
Rose Hip Rose (ロズ ヒップ ロズ, Rozu hippu rozu) est un manga seinen de Tōru Fujisawa.
La parution a été écourtée faute de succès auprès du public japonais, mais une histoire parallèle, Rose Hip Zero, est publié trois ans plus tard[réf. nécessaire].
En France, le manga est édité par Pika Édition depuis janvier 2008, et les 4 tomes sont disponibles depuis août 2008.

## Fiche
- Début de prépublication : 5 novembre 2002
- Prépublié dans : Young Magazine
- Début de parution : 9 mai 2003
- Publié par : Kōdansha
- Nombre de volumes au Japon : 2 (existe aussi en 4 volumes)
- Prépublié en France dans : Shōnen Collection (Pika Édition).
- Statut: Série terminée en 4 tomes, poursuivie dans Rose Hip Zero

## Synopsis
Une belle lycéenne prend un jeune homme en flagrant délit de voyeurisme furtif, à but pécuniaire, sur sa personne. Elle lui confisque la carte de son appareil photo numérique puis s'enfuit en acrobate. Intrigué par cette jeune fille qui se révèle être une nouvelle fille de sa classe, il la suit et tombe nez à nez avec une jeune fille des forces spéciales. Mais quel est le lien entre les deux et quel est donc le passé trouble de cette étudiante pas comme les autres, et notamment ses liens avec cette fille qui prétend la connaître ?

## Personnages
- Shōhei Aiba : garçon nonchalant, il gagne de l'argent en prenant des photos de petites culottes dans le train avec son téléphone portable pour un site internet, jusqu'à tomber sur une Kasumi qui déjoue sans peine ses astuces.
- Kasumi Asakura : jeune fille énigmatique, énergique et très agile, elle possède un don d'observation et une adresse hors du commun. Elle est amnésique et reste muette sur toute une partie de sa vie. Elle vient d'être transférée dans l'école de Shōhei.
- Rose hip : jeune fille apparemment membre des forces spéciales de la police. elle aurait été entrainée par une organisation nommée Allice. Utilisant uniquement des balles en plastiques, on la surnomme No murder angel.
- Natsuki Tōtera : apparemment du même âge que Kasumi, elle se déclare membre d'Allice. Contrairement à Rose Hip, elle a un fort penchant pour les armes lourdes d'où son surnom Bloody angel.